# Simon's Cat
Simon Cat là một series hoạt hình mạng và sách của tác giả người Anh Simon Tofield, nội dung kể về một con mèo đói bày mưu tính kế để buộc chủ cho mình ăn.
Vào tháng 1 năm 2009, đã có thông báo rằng Simon's Cat sẽ được xuất bản dưới dạng sách sau thành công của những bộ phim đầu tiên. Canongate phát hành tựa phim này vào ngày 1 Tháng 10 năm 2009 tại Vương quốc Anh. Sau đó nó đã được phát hành ở nhiều quốc gia khác  và các tựa truyện sau liên tiếp được cho ra mắt.
Vào tháng 6 năm 2012, Walt Disney Animation Studios bắt đầu phát hành những tập phim ngắn đặc biệt của Simon's Cat, trong khi những mẩu chuyện ngắn của Simon's Cat được đăng trên tờ Daily Mirror từ năm 2011 đến năm 2013. Vào tháng 8 năm 2015, có thông báo rằng Endemol UK đã mua lại cổ phần của Simon's Cat.
Vào tháng 5 năm 2016, Simon's Cat đã hợp tác với Sesame Street trong chiến dịch Love to Learn của họ.
Vào tháng 6 năm 2017, trò chơi Simon's Cat: Crunch Time được phát hành. Nó hiện có sẵn trên Facebook và trên Facebook Gameroom.
Vào tháng 2 năm 2018, trò chơi Simon Cat Dash ra mắt.

## Bối cảnh
Tofield là người đã có khoảng 13 năm kinh nghiệm làm hoạt hình quảng cáo cho các công ty như Marmite và Tesco, anh nảy ra ý định làm những bộ phim ngắn đầu tên là để học cách làm hoạt hình bằng Adobe Flash.  Anh cũng tiết lộ thêm rằng cảm hứng cho bộ truyện đến từ trải nghiệm với bốn con mèo của anh, đó là Teddy, Hugh, Jess và Maisie; trong đó Hugh, đặc biệt, là nguồn cảm hứng chính.

### Sản xuất
Loạt phim được làm bằng Adobe Flash và TVPaint. Các bức tranh được vẽ tay trên thiết bị điện tử, sử dụng máy tính bảng đồ họa Wacom Intuos 3 khổ A4.

## Nhân vật
- Simon's Cat: Nhân vật chính; một con mèo trìu mến nhưng thường bướng bỉnh và vụng về. Những trò hề của anh ta bao gồm tìm kiếm thức ăn (thường sử dụng nhãn hiệu của anh ta là chỉ vào miệng hoặc món ăn khi đói), và những cách khác để làm phật lòng chủ nhân của anh ta, Simon. Con mèo của Simon thích thức ăn cho mèo, nhưng cũng thích chim, chuột và cá trong hồ koi của Simon. Một phần đáng kể sự hài hước trong cuốn sách đến từ nỗ lực bắt chim, chuột và cá của nó. Con mèo của Simon vẫn chưa được đặt tên chính thức, mặc dù nhà văn Simon Tofield nói rằng con mèo của Simon được dựa trên con mèo của chính ông, Hugh.[9]
- Simon: Người chủ lâu đời của chú mèo, một nghệ sĩ đồ họa. Simon tốt bụng, hiền lành, dễ giật mình và hay gặp tai nạn. Như thể hiện trong "Spider Cat" và "Scary Legs", anh ấy rất kỵ loài nhện. Simon đến từ Leighton Buzzard, Bedfordshire.
- Kitten: Người bạn phụ của Mèo Simon, được Simon đưa về nhà vào tháng 10 năm 2011. Mặc dù còn nhỏ, nhưng cu cậu tỏ ra thông minh và lanh lợi hơn nhiều so với những người bạn trưởng thành. Mặc dù anh chị em của anh ấy đôi khi sẽ đón nhận anh ấy, nhưng anh ấy đã được chứng minh là có một điểm yếu đối với em trai của mình.
- Chloe: Một con mèo cái là đối tượng khiến chú mèo của Simon si mê. Đòi hỏi và có phần hợm hĩnh, cô nàng luôn có một sự thèm ăn kinh khủng, nhấm nháp những món đồ ăn vặt dành cho mèo nhưng lại giận dữ từ chối một con chuột do Simon's Cat đưa ra trong phần phim đầu tiên.
- Maisy: Một con mèo cái khác phải lòng mèo của Simon, mặc dù anh chàng không thích cho lắm.
- Jazz: Một con mèo lãnh thổ gắt gỏng mà Simon's Cat thường đánh nhau.
- Con chó của chị gái Simon: Một con chó xuất hiện lần đầu trong video "Fed Up", trong đó nó được một gia đình cho ăn bên dưới bàn. Con chó cũng xuất hiện trong cuốn sách và rất thích chơi trò tìm kiếm. Tên của nó là Oscar.
- The Bird: Một con chim mà con mèo của Simon đuổi theo và nói chung thông minh hơn hẳn chú mèo.
- The Hedgehog: Một con nhím sống trong khu vườn sau nhà của Simon. Con mèo của Simon rất thích chọc tức con nhím bằng cách nhét các đồ vật như táo, lá cây và quả bóng tennis lên gai của nó. Nhím cũng có con.
- The Garden Gnome: Một thần lùn trong vườn tương tự như con mèo của Simon trong "Let Me In". Gnome được nhìn thấy đang cầm cần câu hoặc lưới. Con mèo của Simon thường cố gắng nhờ gnome giúp đỡ trong kế hoạch bắt thức ăn của mình. Con mèo coi gnome là bạn, dường như không biết rằng nó là một vật vô tri.
- The Bunny: Một con thỏ sống trong khu vườn của Simon, người có thể chạy vòng quanh con mèo theo đúng nghĩa đen.
- The Toad: Con cóc cũng sống trong vườn.
- The Squirrel: Con ếch cũng xuất hiện trong một số truyện ngắn, và được phân biệt với con cóc trong phần "How to draw... Frogs and Toads "cũng như trong phần" Simon Draws "của cuốn Kitten Chaos.[10]
- The Squirrel: Con sóc sống trên cây ở sân sau nhà Simon. Anh ấy rất thích làm cho Mèo của Simon bị đau bằng hoa quả khi con mèo đuổi theo anh ấy.
- The Mouse: Một sinh vật khác thường bị đuổi bởi Mèo của Simon. Bất chấp mối quan hệ thù địch của họ, con chuột đã hỗ trợ Mèo của Simon trong một âm mưu phức tạp nhằm gây ấn tượng với một con mèo cái trong "Smitten."
- The Crow: Một loài chim có sở thích chọc tức Mèo của Simon.

## Giải thưởng
| Ngày             | Giải thưởng                            | Tập phim    | thể loại                        |
| ---------------- | -------------------------------------- | ----------- | ------------------------------- |
| Tháng 3 năm 2008 | Giải thưởng hoạt hình Anh              | Cat Man Do  | Hài hay nhất                    |
| 2008             | Festival International des Très Courts | Cat Man Do  | Hoạt ảnh Prix                   |
| 2008             | Liên hoan phim ngắn Leicester          | Cat Man Do  | Hoạt hình hay nhất              |
| 2008             | Lễ hội hoạt hình Bradford              | Cat Man Do  | Giải đặc biệt của Ban giám khảo |
| Tháng 9 năm 2008 | Animae Caribe                          | Cho tôi vào | Hoạt hình nổi bật nhất          |

Ngoài ra, Simon's Cat: Pop Time, một trò chơi điện tử dành cho iOS, Android và Amazon Kindle, đã được đề cử cho "Best Casual Game" và "Best Puzzle Game" tại Giải thưởng Hiệp hội các nhà phát triển trò chơi độc lập năm 2018; một trò chơi khác dành cho iOS và Android, Simon's Cat Dash, đã được đề cử cho giải thưởng "Heritage".

## Liên kế ngoài
- Website chính thức
- Simon's Cat on IMDb